# Pontru
Pontru település Franciaországban, Aisne megyében. Lakosainak száma 281 fő (2022. január 1.). Pontru Bellicourt, Gricourt, Maissemy, Pontruet, Le Verguier és Villeret községekkel határos.

## Népesség
A település népességének változása:
| Lakosok száma | 286  | 252  | 247  | 302  | 272  | 261  | 251  | 265  | 272  | 281  |
|               | 1968 | 1982 | 1990 | 2006 | 2013 | 2015 | 2017 | 2019 | 2020 | 2022 |